# Kuřimany
Kuřimany (deutsch Kurschiman, auch Kuřiman) ist eine Gemeinde in Tschechien. Sie liegt acht Kilometer südöstlich von Strakonice in Südböhmen und gehört zum Okres Strakonice.

## Geographie

### Geographische Lage

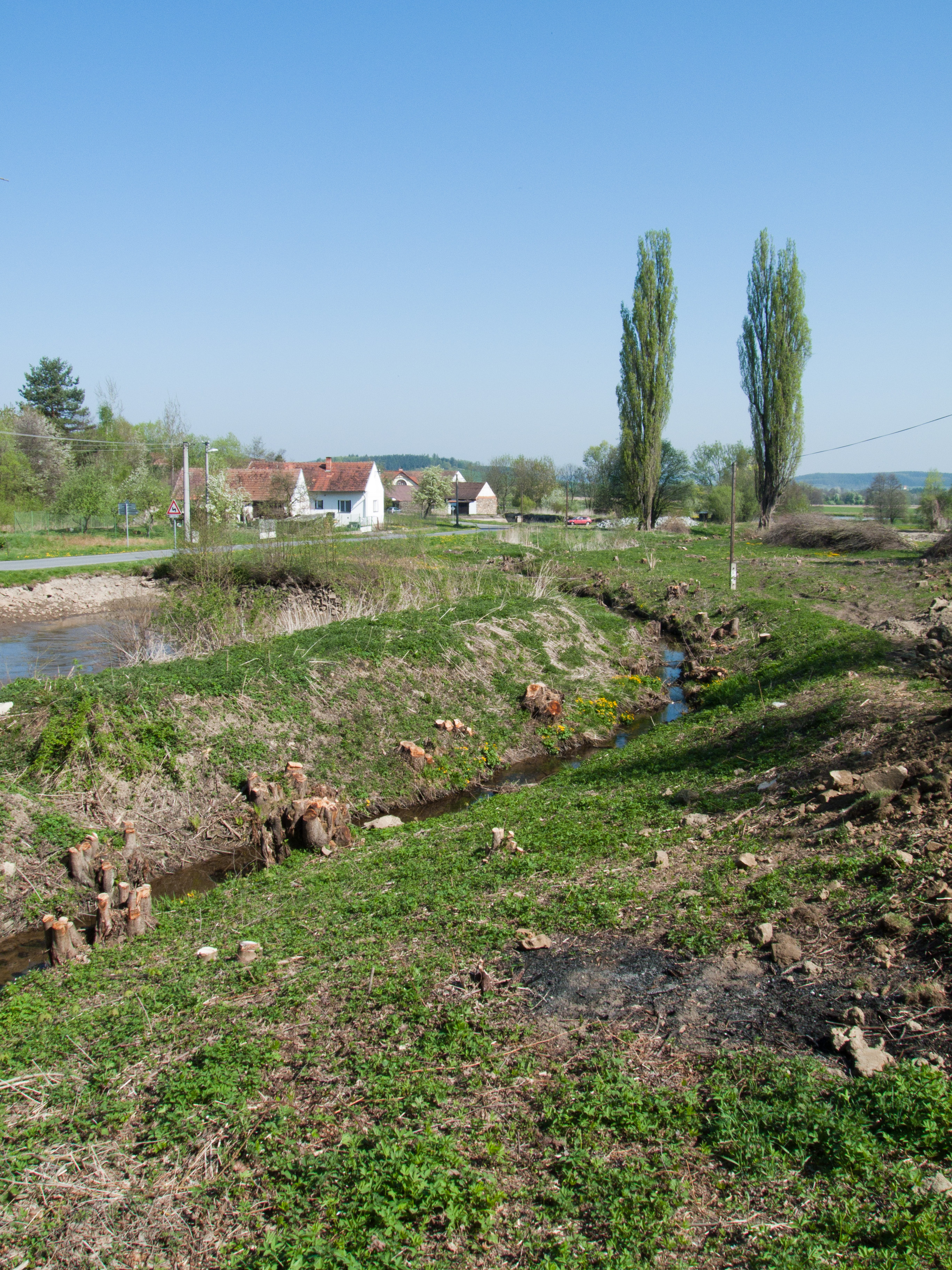
Ortsansicht

Kuřimany liegt am linken Ufer des Baches Třešovický potok im Vorland des Böhmerwaldes. Nordöstlich erheben sich der Hájek (526 m) und der Na Oltářích (586 m), im Osten die Čepina (539 m), südöstlich der Kněžský hájek (548 m), im Süden der Bratružel (571 m) und der Vráž (645 m), südwestlich der Jezinec (560 m) und im Westen der Kuřimanský vrch (586 m). Nördlich des Dorfes fließt der Zorkovický potok.

### Gemeindegliederung
Für die Gemeinde Kuřimany sind keine Ortsteile ausgewiesen.

### Nachbargemeinden
Nachbarorte sind Miloňovice und Jinín im Norden, Třešovice und Cehnice im Nordosten, Dunovice und Paračov im Osten, Radějovice, Kváskovice und Skály im Südosten, Ovčín, Čepřovice und Střítež im Süden, Neuslužice, Milejovice und Hoštice im Südwesten, Jedraž, Milíkovice und Strunkovice nad Volyňkou im Westen sowie Svaryšov, Nová Ves und Sudkovice im Nordwesten.

## Geschichte
Die erste schriftliche Erwähnung von Kuřimany erfolgte 1327. Später erwarben die Herren Cehnice von Říčany das Dorf und schlugen es dem Gut Cehnice zu, das vor 1475 durch Mikuláš Cehnice von Říčany mit dem seinem Onkel gehörigen Gut Stiekna vereinigt wurde. Nach dem Tode von Heralt Kavka von Říčany wurde das Gut Cehnice 1563 bei der Teilung der Herrschaft wieder von Stiekna abgetrennt. Dabei wurde die Feste Cehnice Sitz seines Sohnes Jan Kavka von Říčany, dem neben dem Hof und dem Städtchen Cehnice auch Kuřimany und neun weitere Dörfer gehörten. Dessen gleichnamiger Sohn verkaufte das Gut 1602 an die Vormünder von Zdeněk Jan Říčanský von Říčany, die Cehnice wieder mit Stiekna vereinigten. Ab 1610 erfolgten mehrere Eigentümerwechsel; nach der Schlacht am Weißen Berg wurde die Jan Malovec von Malovice gehörige Herrschaft Stiekna konfisziert und später an Ursula von Kolowrat verkauft. 1648 erwarb der aus der Schweiz nach Böhmen eingewanderte Adlige Jan Anton Losy von Losinthal die Herrschaft mit den zugehörigen Dörfern Řepice, Mladějovice, Přešťovice, Čejetice, Droužetice, Přeborovice, Brusy, Cehnice, Dunovice, Netonice, Radějovice, Paračov, Kuřimeny, Sudkovice und Černěkov von Johann Anton Fürst von Eggenberg. Nach dessen Tode erbte 1682 sein Sohn Johann Baptist Stiekna. Dieser verstarb 1683 und das Erbe trat dessen Bruder Johann Anton Losy von Losinthal an. 1720 übergab er seinen Besitz Stiekna an seinen Sohn Adam Philipp. Nachdem Adam Philipp Graf Losy von Losinthal am 21. April 1781 ohne Nachkommen in Wien verstorben war, erbten dessen Witwe Ernestine Gräfin Fuchs von Bimbach die Herrschaft. Sie verkaufte den Besitz noch im selben Jahre an Joseph-Niklas zu Windisch-Graetz. Ihm folgten 1802 dessen Kinder Alfred, Veriand, Eulalia und Adelheid. Alfred zu Windisch-Graetz erwarb im Jahr darauf von seinen Geschwistern zum Familienfideikommiss Tachau auch die Herrschaft Stiekna.
Im Jahre 1840 bestand Kuřimen aus 20 Häusern mit 137 Einwohnern. Pfarrort war Ginin. Bis zur Mitte des 19. Jahrhunderts blieb das Dorf der Allodialherrschaft Stiekna samt dem Gut Mladiegowitz untertänig.
Nach der Aufhebung der Patrimonialherrschaften bildete Kuřímany /Kuřiman ab 1850 einen Ortsteil der Gemeinde Miloňovice in der Bezirkshauptmannschaft und dem Gerichtsbezirk Strakonice. Seit dem Beginn des 20. Jahrhunderts wurden alternativ die Ortsnamen Kuřímeny und Kuřimany verwendet. 1924 wurde Kuřimany amtlicher Ortsname. 1928 löste sich das Dorf von Miloňovice los und bildete eine eigene Gemeinde. Am 26. November 1971 wurde Kuřimany nach Jinín und am 1. April 1980 mit diesem zusammen nach Miloňovice eingemeindet. Nach einem Referendum lösten sich Kuřimany und Třešovice am 24. November 1990 von Miloňovice los und bildeten die Gemeinde Třešovice. Mit Beginn des Jahres 1992 erfolgte die Abtrennung von Třešovice und die Bildung einer eigenen Gemeinde.
Kuřimany ist mit seinen 26 Einwohnern
die der Einwohnerzahl nach kleinste Gemeinde im Jihočeský kraj. Landesweit steht Kuřimany nach Vysoká Lhota und Čilá an drittletzter Stelle und teilt sich diesen Rang mit Chýstovice und Hradiště.

## Kultur und Sehenswürdigkeiten

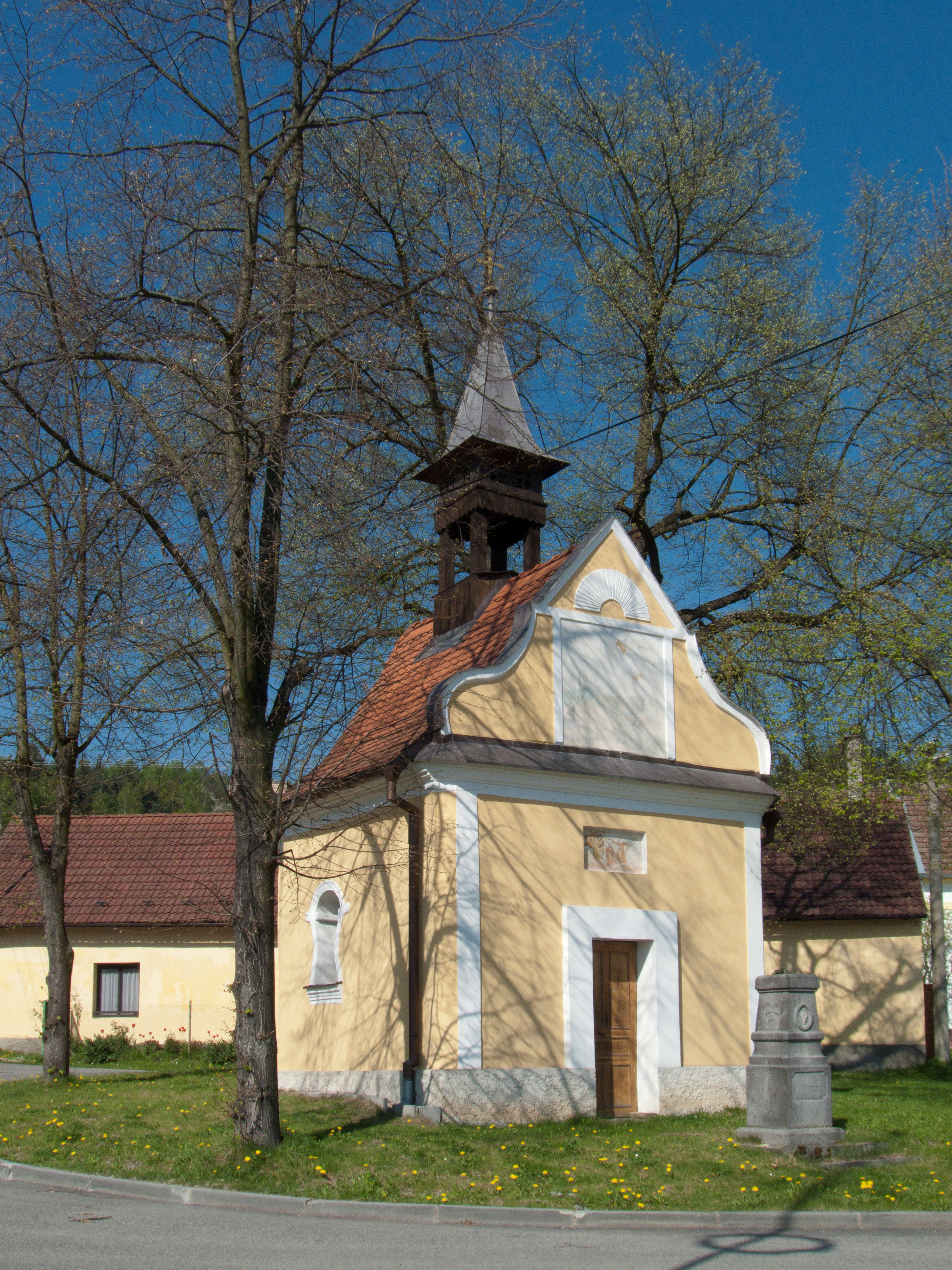
Kapelle des hl. Johannes von Nepomuk

- Kapelle des hl. Johannes von Nepomuk am Dorfplatz, errichtet zu Beginn des 19. Jahrhunderts[5]
- Granitkreuz im Dorf, es wurde 2011 mit Unterstützung der ČEZ, a.s. restauriert
- Wegkapelle zwischen Kuřimany und Milejovice